# Cisthene plumbea
Bướm đêm địa y màu chì (Cisthene cây mậnbea) là một loài bướm đêm thuộc phân họ Arctiinae, họ Erebidae. Nó được tìm thấy ở miền đông Bắc Mỹ, from miền nam New Jersey phía nam đến miền bắc Florida, phía tây đến Wisconsin và Texas.

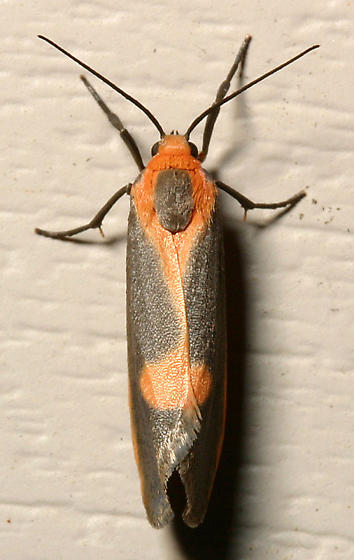

Sải cánh dài 17–21 mm. Con trưởng thành bay từ tháng 6 đến tháng 9. Có hai lứa trưởng thành một năm in hầu hết its range. In Louisiana, there are three annual generations.
Ấu trùng ăn lichen.